# Balinger
Ein Balinger war im Spätmittelalter ein seefähiges Schiff von unterschiedlicher Größe und Ausstattung. 
Balinger werden in englischen und hansischen Quellen erwähnt. In den hansischen Urkundenbüchern, den Städtischen Protokollen (z. B. Lübeck, Hamburg) und den Hanserezessen werden Besatzungsstärken von 6 bis 60 Mann erwähnt und eine Besegelung kann angenommen werden. 1474 verkaufte Hamburg einen Balinger für 156 Pfund an einen Privatmann. Nach englischen Quellen sehen die Fahrzeuge anders aus. Danach sind es Begleitfahrzeuge der großen Kriegsschiffe. Sie haben 30 bis 48 Riemen und 1418 werden 80 ts Wasserverdrängung genannt. Es wird ein Kastell, ein Bugspriet, ein Mast mit Rahsegel erwähnt. Andere Fahrzeuge führen bereits auch ein Besan. Später scheint sich eine zweimastige Besegelung mit Rahsegel am Hauptmast und einem Besan etabliert zu haben, wobei die Riemen beibehalten wurden. Allerdings ist über die äußere Erscheinung wenig bekannt und Unterschiede zu anderen Schiffstypen (Barge, Barcke, Holk) schwer bestimmbar. Dieser Schiffstyp wurde als Kaper- und Kriegsschiff verwendet.
Der Ursprung des Namens ist ungeklärt. Lateinisch balaena und französisch baleine bedeutet Wal, aber ein Zusammenhang ist außer der Ähnlichkeit des Namens nicht zu finden. 